# Vladimir Mazuru
Vladimir Mazuru (n. 29 ianuarie 1913, Chișinău, Imperiul Rus – d. 1986, București, România) a fost un general român de securitate care a îndeplinit funcția de subdirector general al Direcției Generale a Securității Poporului (1948-1953).

## Biografie
Vladimir Mazuru s-a născut în anul 1913, în orașul Chișinău, într-o familie de etnie ucraineană, primind la naștere numele de Vladimir Mazurov. A absolvit primele patru clase și o școală de meserii la Chișinău.
Despre viața sa de ilegalist nu se cunosc prea multe detalii. În anul 1947 a fost infiltrat de către NKVD în Ministerul Afacerilor Interne la București, ocupând funcția de director al Direcției cadrelor.
La data de 1 septembrie 1948, a doua zi după înființarea Direcției Generale a Securității Poporului, Vladimir Mazuru a fost numit în gradul de general-maior de securitate, devenind subdirector general (locțiitor al directorului general) al Direcției Generale a Securității Poporului.
Generalul Mazuru răspundea, la nivelul conducerii Securității, de controlul asupra Direcției de anchete.
Criticat pentru „abateri morale” - atât gravele defecțiuni în viața conjugală, foarte departe de rigorile moralei proletare a timpului, cât mai ales incompetența sa - "trimis în 1952 să aresteze niște parașutiști ce urmau a pătrunde pe teritoriul județului Teleorman, Mazuru a ratat misiunea, îmbătăndu-se", au dus la scoaterea sa din organigrama Securității în ianuarie 1953, fiind trimis în calitate de ambasador la Varșovia.

## Distincții
- Medalia „A cincea aniversare a Republicii Populare Române” (24 decembrie 1952) „pentru lupta și munca duse în vederea făuririi, consolidării și prosperării Republicii Populare Române”[3]
- Ordinul „Steaua Republicii Populare Romîne” clasa a III-a (21 august 1954) „pentru merite deosebite pe tărîmul construcției de stat, economice, sociale și culturale, cu ocazia celei de a zecea aniversări a eliberării patriei noastre”[4]